# Fässbergs distrikt
Fässbergs distrikt är ett distrikt i Mölndals kommun och Västra Götalands län. 
Distriktet ligger i västra Mölndal och är befolkningsmässigt landskapets såväl som länets största distrikt.
Distriktet motsvaras av kommundelen "Västra Mölndal" som består av områdena Balltorp, Bifrost, Bosgården, Broslätt, Eklanda,  Krokslätt, Mölndalsbro, Mölndal centrum,  Solängen,  Toltorpsdalen och  Åby.

## Tidigare administrativ tillhörighet
Distriktet inrättades 2016 och utgörs av en del av området Mölndals stad omfattade till 1971 och som före 1922 utgjorde Fässbergs socken.
Området motsvarar den omfattning Fässbergs församling hade vid årsskiftet 1999/2000 och som den fick 1977 efter utbrytning av Stensjöns församling.